# Taman Sari (Ketapang)
Taman Sari is een bestuurslaag in het regentschap Lampung Selatan van de provincie Lampung, Indonesië. Taman Sari telt 2445 inwoners (volkstelling 2010).